# Tinkoff
Tinkoff, Tinkoff-Saxo, Team Saxo-Tinkoff, Team Saxo Bank-Tinkoff Bank, Saxo Bank SunGard, Team Saxo Bank, Team CSC-Saxo Bank, CSC-Tiscali, Team Memory Card-Jack & Jones und Team home-Jack & Jones war ein Radsportteam, das von 1998 bis 2014 mit einer dänischen und danach bis zu seiner Auflösung zum Ablauf der Saison 2016 mit russischer Lizenz betrieben wurde.

## Organisation
Teamgründer und langjähriger Teammanager war der ehemalige Tour-de-France-Sieger Bjarne Riis, der bis Dezember 2013 auch Eigentümer des Teambetreibers Riis Cycling A/S – jetzt Tinkov Sport – war.
Langjähriger Hauptsponsor und Namensgeber des Teams war bis zum Saisonende 2009 der IT-Dienstleister Computer Sciences Corporation (CSC). Im Juni 2008 konnte mit der Saxo Bank ein neuer Sponsor präsentiert werden. Die Bank trat zunächst bis Jahresende als Co- und anschließend als Hauptsponsor in Erscheinung. 2011 trat Saxo Bank als Hauptsponsor des Teams mit dem Co-Sponsor SunGard auf. 2012 startete das Team zunächst wieder als Team Saxo Bank, ab dem Juni dann unterstützt vom Co-Sponsor Tinkoff Bank. Nachdem der Eigentümer der Tinkoff Bank, Oleg Tinkow, im Jahr 2013 zunächst die Absicht bekundete, sein Engagement bei der Mannschaft zu beenden, erwarb er im Dezember 2013 die Betreiberfirma Riis Cycling A/S, welche von diesem Zeitpunkt an als Tinkov Sport firmierte; Riis blieb Teammanager. Im März 2015 wurde Bjarne Riis von Oleg Tinkow suspendiert und anschließend entlassen. Als Grund nannte Tinkow, dass Riis nicht benötigt werde. Er sehe sich als einen guten Ersatz für Riis. Der Sitz des Teams befand sich in Hørsholm.
Am 15. Oktober 2015 gab die Saxo-Bank ihren Rückzug aus dem Sponsoring zum Ende der Saison 2016 bekannt.

## Dopingvorwürfe
Im Zuge der Dopingermittlungen gegen Lance Armstrong belastete Tyler Hamilton, der in den Jahren 2002 und 2003 für das Team CSC fuhr, Riis. Dieser habe ihn mit dem mittlerweile durch den Dopingskandal Fuentes bekannt gewordenen spanischen Mediziner Eufemiano Fuentes zusammengebracht und von dessen Dopingprogramm gewusst.

## Erfolge
Das Team war sehr erfolgreich bei der Tour de France. Carlos Sastre gewann die Tour de France 2008 und Andy Schleck die Tour de France 2010. 2005 wurde Ivan Basso Gesamtzweiter und 2009 gelang dies Andy Schleck. 2004 war Ivan Basso Gesamtdritter. 2003 und 2009 konnte die Mannschaft die Teamwertung gewinnen. 2001 und 2002 gewann Laurent Jalabert das Trikot des besten Bergfahrers. Zudem gewann Andy Schleck dreimal in Folge von 2008 bis 2010 das Weiße Trikot des besten Jungprofis.
Ivan Basso beendete den Giro d’Italia 2006 als Gesamtsieger. Alberto Contador gewann im Jahre 2012 die Vuelta a España, womit das Team Gesamtsiege in allen drei Grand Tours aufweisen kann.
Fahrer des Teams konnten auch mehrere bedeutende Eintagesrennen gewinnen. Fabian Cancellara gewann für das Team zweimal Paris–Roubaix (2006 und 2010), Mailand–Sanremo 2008, sowie die Flandern-Rundfahrt 2010. Stuart O’Grady siegte bei Paris–Roubaix 2007. Nick Nuyens gewann die Flandern-Rundfahrt 2011. Tyler Hamilton (2003) und Andy Schleck (2010) beendeten Lüttich–Bastogne–Lüttich als Sieger. Des Weiteren gewann Laurent Jalabert zweimal die Clásica San Sebastián (2001 und 2002). 2002 siegte Jakob Piil bei Paris–Tours, und 2013 gewann Roman Kreuziger das Amstel Gold Race.
Fabian Cancellara wurde während seiner Zeit beim Team 2008 Olympiasieger im Zeitfahren und viermal Weltmeister in dieser Disziplin.

## Saison 2016
| Datum         | Rennen                               | Sieger           |
| ------------- | ------------------------------------ | ---------------- |
| 20. Januar    | 2. Etappe Tour Down Under            | Jay McCarthy     |
| 27. März      | Gent-Wevelgem                        | Peter Sagan      |
| 3. April      | Flandern-Rundfahrt                   | Peter Sagan      |
| 9. April      | 6. Etappe Baskenland-Rundfahrt (EZF) | Alberto Contador |
| 4.–9. April   | Gesamtwertung Baskenland-Rundfahrt   | Alberto Contador |
| 5. Juni       | Prolog Critérium du Dauphiné (EZF)   | Alberto Contador |
| 12. Juni      | 2. Etappe Tour de Suisse             | Peter Sagan      |
| 13. Juni      | 3. Etappe Tour de Suisse             | Peter Sagan      |
| 3. Juli       | 2. Etappe Tour de France             | Peter Sagan      |
| 13. Juli      | 11. Etappe Tour de France            | Peter Sagan      |
| 18. Juli      | 16. Etappe Tour de France            | Peter Sagan      |
| 9. September  | Grand Prix Cycliste de Québec        | Peter Sagan      |
| 21. September | 3. Etappe Eneco Tour                 | Peter Sagan      |
| 22. September | 4. Etappe Eneco Tour                 | Peter Sagan      |
|               | UCI WorldTour 2016 – Einzelwertung   | Peter Sagan      |

| Datum        | Rennen                                            | Kat. | Sieger           |
| ------------ | ------------------------------------------------- | ---- | ---------------- |
| 17. Februar  | 1. Etappe Ruta del Sol                            | 2.1  | Daniele Bennati  |
| 19. Februar  | 3. Etappe Ruta del Sol                            | 2.1  | Oscar Gatto      |
| 21. Februar  | 5. Etappe Volta ao Algarve                        | 2.1  | Alberto Contador |
| 18. März     | Handzame Classic                                  | 1.1  | Erik Baška       |
| 31. März     | 3b. Etappe Driedaagse van De Panne-Koksijde (EZF) | 2.HC | Maciej Bodnar    |
| 23. April    | 5. Etappe Kroatien-Rundfahrt (MZF)                | 2.1  | Tinkoff          |
| 27. Juli     | 1. Etappe Dänemark-Rundfahrt                      | 2.HC | Daniele Bennati  |
| 29. Juli     | 3. Etappe Dänemark-Rundfahrt                      | 2.HC | Michael Valgren  |
| 27.–31. Juli | Gesamtwertung Dänemark-Rundfahrt                  | 2.HC | Michael Valgren  |
| 2.–6. August | Gesamtwertung Burgos-Rundfahrt                    | 2.HC | Alberto Contador |

| Datum   | Rennen                          | Kat. | Sieger      |
| ------- | ------------------------------- | ---- | ----------- |
| 15. Mai | 1. Etappe Kalifornien-Rundfahrt | 2.HC | Peter Sagan |
| 18. Mai | 4. Etappe Kalifornien-Rundfahrt | 2.HC | Peter Sagan |

| Datum    | Rennen                                     | Fahrer          |
| -------- | ------------------------------------------ | --------------- |
| 22. Juni | Polnische Meisterschaft – Einzelzeitfahren | Maciej Bodnar   |
| 26. Juni | Tschechische Meisterschaft – Straßenrennen | Roman Kreuziger |
| 26. Juni | Slowakische Meisterschaft – Straßenrennen  | Juraj Sagan     |
| 26. Juni | Polnische Meisterschaft – Straßenrennen    | Rafał Majka     |
| 26. Juni | Britische Meisterschaft – Straßenrennen    | Adam Blythe     |

### Zugänge – Abgänge
| Zugänge       | Team 2015                   | Abgänge              | Team 2016                   |
| ------------- | --------------------------- | -------------------- | --------------------------- |
| Oscar Gatto   | Androni Giocattoli-Sidermec | Chris Anker Sørensen | Fortuneo-Vital Concept      |
| Adam Blythe   | Orica GreenEdge             | Matti Breschel       | Cannondale Pro Cycling Team |
| Erik Baška    | AWT greenway                | Christopher Juul     | Orica GreenEdge             |
| Michael Gogl  | Tirol Cycling Team          | Bruno Pires          | Team Roth                   |
| Juri Trofimow | Team Katusha                | Oliver Zaugg         | IAM Cycling                 |
|               |                             | Ivan Basso           | Laufbahn beendet            |
|               |                             | Edward Beltran       | EPM-UNE-Área Metropolitana  |
|               |                             | Michael Mørkøv       | Team Katusha                |

### Mannschaft
| Teamkader 2016                                             | Teamkader 2016     | Teamkader 2016         | Teamkader 2016                     |
| Name                                                       | Geburtsdatum       | Land                   | Vorheriges Team                    |
| ---------------------------------------------------------- | ------------------ | ---------------------- | ---------------------------------- |
| Erik Baška                                                 | 12. Januar 1994    | Slowakei               | AWT-Greenway (2015)                |
| Daniele Bennati                                            | 24. September 1980 | Italien                | RadioShack-Nissan (2012)           |
| Adam Blythe                                                | 1. Oktober 1989    | Vereinigtes Königreich | Orica-GreenEDGE (2015)             |
| Manuele Boaro                                              | 12. März 1987      | Italien                | Trevigiani Dynamon Bottoli (2010)  |
| Maciej Bodnar                                              | 7. März 1985       | Polen                  | Cannondale (2014)                  |
| Pawel Brutt                                                | 29. Januar 1982    | Russland               | Katusha (2014)                     |
| Alberto Contador                                           | 6. Dezember 1982   | Spanien                | Astana (2010)                      |
| Oscar Gatto                                                | 1. Januar 1985     | Italien                | Androni Giocattoli-Sidermec (2015) |
| Michael Gogl                                               | 4. November 1993   | Österreich             | Tirol Cycling Team (2015)          |
| Jesper Hansen                                              | 23. Oktober 1990   | Dänemark               | Cult Energy (2013)                 |
| Jesús Hernández                                            | 28. September 1981 | Spanien                | Astana (2010)                      |
| Robert Kišerlovski                                         | 9. August 1986     | Kroatien               | Trek Factory Racing (2014)         |
| Michal Kolář                                               | 21. Dezember 1992  | Slowakei               | Dukla Trenčín Trek (2013)          |
| Roman Kreuziger                                            | 6. Mai 1986        | Tschechien             | Astana (2012)                      |
| Rafał Majka                                                | 12. September 1989 | Polen                  | Trevigiani Dynamon Bottoli (2011)  |
| Jay McCarthy                                               | 8. September 1992  | Australien             | Jayco-AIS (2012)                   |
| Sérgio Paulinho                                            | 26. März 1980      | Portugal               | Team RadioShack (2011)             |
| Jewgeni Petrow                                             | 25. Mai 1978       | Russland               | Astana (2012)                      |
| Paweł Poljański                                            | 6. Mai 1990        | Polen                  |                                    |
| Michael Rogers (1. Jan.–25. Apr., Anm.)                    | 20. Dezember 1979  | Australien             | Team Sky (2012)                    |
| Iwan Rowny                                                 | 30. September 1987 | Russland               | Ceramica Flaminia-Fondriest (2013) |
| Juraj Sagan                                                | 23. Dezember 1988  | Slowakei               | Cannondale (2014)                  |
| Peter Sagan                                                | 26. Januar 1990    | Slowakei               | Cannondale (2014)                  |
| Matteo Tosatto                                             | 14. Mai 1974       | Italien                | Quick Step (2010)                  |
| Juri Trofimow                                              | 26. Januar 1984    | Russland               | Katusha (2015)                     |
| Nikolai Trussow                                            | 2. Juli 1985       | Russland               | De Rijke-Shanks (2013)             |
| Michael Valgren                                            | 7. Februar 1992    | Dänemark               | Cult Energy (2013)                 |
| Davide Ballerini (1. Aug.–31. Dez., Stagiaire)             | 21. September 1994 | Italien                | Unieuro Wilier (2015)              |
| Lorenzo Fortunato (1. Aug.–31. Dez., Stagiaire)            | 9. Mai 1996        | Italien                |                                    |
| Andrea Montagnoli (1. Aug.–31. Dez., Stagiaire)            | 27. Juli 1995      | Italien                |                                    |
|                                                            |                    |                        |                                    |
| Quellen: ProCyclingStats Cycling Quotient Cycling Archives |                    |                        |                                    |

Anmerkung: Michael Rogers, Karriereende des Sportlers

## Platzierungen in UCI-Ranglisten
UCI-Weltrangliste
| Saison | Mannschaftswertung | Fahrerwertung           |
| ------ | ------------------ | ----------------------- |
| 1998   | 32.                | Arvis Piziks (121.)     |
| 1999   | 1. (GSII)          | Nicolai Bo Larsen (64.) |
| 2000   | 19.                | Tristan Hoffman (54.)   |
| 2001   | 16.                | Laurent Jalabert (21.)  |
| 2002   | 10.                | Laurent Jalabert (14.)  |
| 2003   | 11.                | Tyler Hamilton (11.)    |
| 2004   | 2.                 | Ivan Basso (11.)        |

UCI ProTour
| Saison | Mannschaftswertung | Fahrerwertung       |
| ------ | ------------------ | ------------------- |
| 2005   | 1.                 | Bobby Julich (9.)   |
| 2006   | 1.                 | Fränk Schleck (3.)  |
| 2007   | 1.                 | Carlos Sastre (12.) |
| 2008   | 3.                 | Jens Voigt (17.)    |

UCI World Calendar
| Saison | Mannschaftswertung | Fahrerwertung                              |
| ------ | ------------------ | ------------------------------------------ |
| 2009   | 4.                 | Andy Schleck (4.)                          |
| 2010   | 1.                 | Fabian Cancellara (13.) Andy Schleck (13.) |

UCI World Tour
| Saison | Mannschaftswertung | Fahrerwertung          |
| ------ | ------------------ | ---------------------- |
| 2011   | 18.                | Nick Nuyens (44.)      |
| 2012   | 15.                | Alberto Contador (12.) |
| 2013   | 6.                 | Roman Kreuziger (11.)  |
| 2014   | 3.                 | Alberto Contador (2.)  |
| 2015   | 7.                 | Alberto Contador (7.)  |
| 2016   | 2.                 | Peter Sagan (1.)       |

## Bekannte ehemalige Fahrer
| - Brian Holm (1998) - Jesper Skibby (1998–2000) - Matthew Gilmore (2000) - Bo Hamburger (2001) - Rolf Sørensen (2001) - Laurent Jalabert (2001–2002) - Michael Rasmussen (2002) - Arvis Piziks (1998–2003) - Nicolas Jalabert (2001–2003) - Julian Dean (2002–2003) - Tyler Hamilton (2002–2003) - Andrea Tafi (2003) - Michael Sandstød (2001–2004) - Michele Bartoli (2004) - Frank Høj (2004, 2009–) - Jörg Jaksche (2004) | - Max Sciandri (2004) - Tristan Hoffmann (2000–2005) - Andrea Peron (2002–2006) - Fabrizio Guidi (2004–2005) - Wladimir Gussew (2004–2005) - Linus Gerdemann (2005) - Giovanni Lombardi (2005–2006) - Peter Luttenberger (2003–2006) - Ivan Basso (2004–2006) - Carlos Sastre (2002–2008) - Bradley McGee (2008) - Kurt Asle Arvesen (2004–2009) - Karsten Kroon (2006–2009) - Marcus Ljungqvist (2006–2009) - Alexander Kolobnew (2007–2009) - Jens Voigt (2004–2010) | - Andy Schleck (2005–2010) - Fränk Schleck (2003–2010) - Fabian Cancellara (2006–2010) - Gustav Erik Larsson (2008–2011) - Baden Cooke (2010–2011) - Luke Roberts (2005–2007 und 2011–2012) - Juan José Haedo (2007–2012) - Nick Nuyens (2011–2012) |